# Pandercetes celebensis
Pandercetes celebensis là một loài nhện trong họ Sparassidae.
Loài này thuộc chi Pandercetes. Pandercetes celebensis được Anna Maria Sibylla Merian miêu tả năm 1911.